# Занзибарски дукер
Занзибарският дукер (Cephalophus adersi) е вид бозайник от семейство Кухороги (Bovidae). Видът е критично застрашен от изчезване.

## Разпространение и местообитание
Разпространен е в Кения и Танзания.